# Dario Marconcini
Dario Marconcini (Pontedera, 1936) è un regista e attore italiano.

## Biografia
Dario Marconcini è un regista teatrale. Nel 1966 fonda il Piccolo Teatro di Pontedera. Nel 1974, insieme a Roberto Bacci, fonda il Centro per la Sperimentazione e la Ricerca teatrale che diventerà il luogo del teatro di ricerca internazionale sul territorio italiano, ospitando Odin Teatret (Holstebro, Danimarca) di Eugenio Barba, Living Theater (New York, USA) di Julien Beck e Judith Malina, Teatr Laboratorium (Opole, Polonia) di Jerzy Grotowski.
Nel 1984, insieme a Paolo Billi, comincia a produrre e creare spettacoli teatrali ispirandosi a classici letterari, nel Teatro Francesco di Bartolo di Buti, di cui diventerà direttore dal 1987. Alcuni spettacoli diretti insieme a Paolo Billi: Gerusalemme liberata (1987) con Toni Servillo, Paola Casale, Silvia Pasello e la Compagnia del Maggio; Madre courage (1988) di Bertolt Brecht con Marion D’Amburgo, Massimo Salvianti e la Compagnia del Maggio; Diario di un curato di campagna da Georges Bernanos, con gli attori Lele Biagi e Piero Panattoni.
Tra gli spettacoli prodotti il regista privilegia alcuni titoli rivisti del teatro dell’assurdo come Silenzio o Memory Place di Harold Pinter, Improvviso dell’Ohio di Samuel Beckett (1999); classici quali Scene da Peer Gynt di Henrik Ibsen, Letture dall’Inferno di Dante (1995), Sulla Strada Maestra di Anton Čechov (2011). Lavora da sempre sul palco insieme alla moglie, l'attrice Giovanna Daddi. 
Come attore ha partecipato a tre film di Paolo Benvenuti: Confortorio (1992), Tiburzi (1997), Puccini e la fanciulla (2008). Con Giovanna Daddi ha interpretato quattro lungometraggi dei registi cinematografici francesi Jean Marie Straub e Danièle Huillèt. Nel 2018 ha interpretato una parte nel film Journal d’un disparu di Emmanuelle Ostrovski e Joseph Rottner.

## Filmografia
- Confortorio, regia di Paolo Benvenuti (1992)
- Tiburzi, regia di Paolo Benvenuti (1997)
- Quei loro incontri, regia di Danièle Huillet e Jean-Marie Straub (2006)
- Puccini e la fanciulla, regia di Paolo Benvenuti (2008)
- Il ginocchio di Artemide, regia di Jean-Marie Straub (2008) - cortometraggio
- La madre, regia di Jean-Marie Straub (2012) - cortometraggio
- Journal d'un disparu, regia di Emmanuel Ostrovski e Joseph Rottner (2018)